# Le Sens de la mort
Pour plus de détails, voir Fiche technique et Distribution.
Le Sens de la mort est un film français réalisé par Iakov Protazanov, sorti en 1922.

## Fiche technique
- Titre français : Le Sens de la mort
- Réalisation : Iakov Protazanov
- Scénario : Iakov Protazanov
- Décors : Alexandre Lochakoff
- Pays de production : France
- Format : Noir et blanc - 1,33:1 - Film muet
- Date de sortie : 1922

## Distribution
- André Nox : Michel Ortègue
- Paul Jorge : L'abbé Gourmont
- René Clair
- Varvara Yanova : Catherine Trévis
- Diana Karenne
- Henri Baudin : Marshal
- Jules de Spoly
- Jeanne Bérangère
- Vladimir Strijevski
- Sandra Milowanoff